# مدرسه و فستیوال موسیقی اسپن

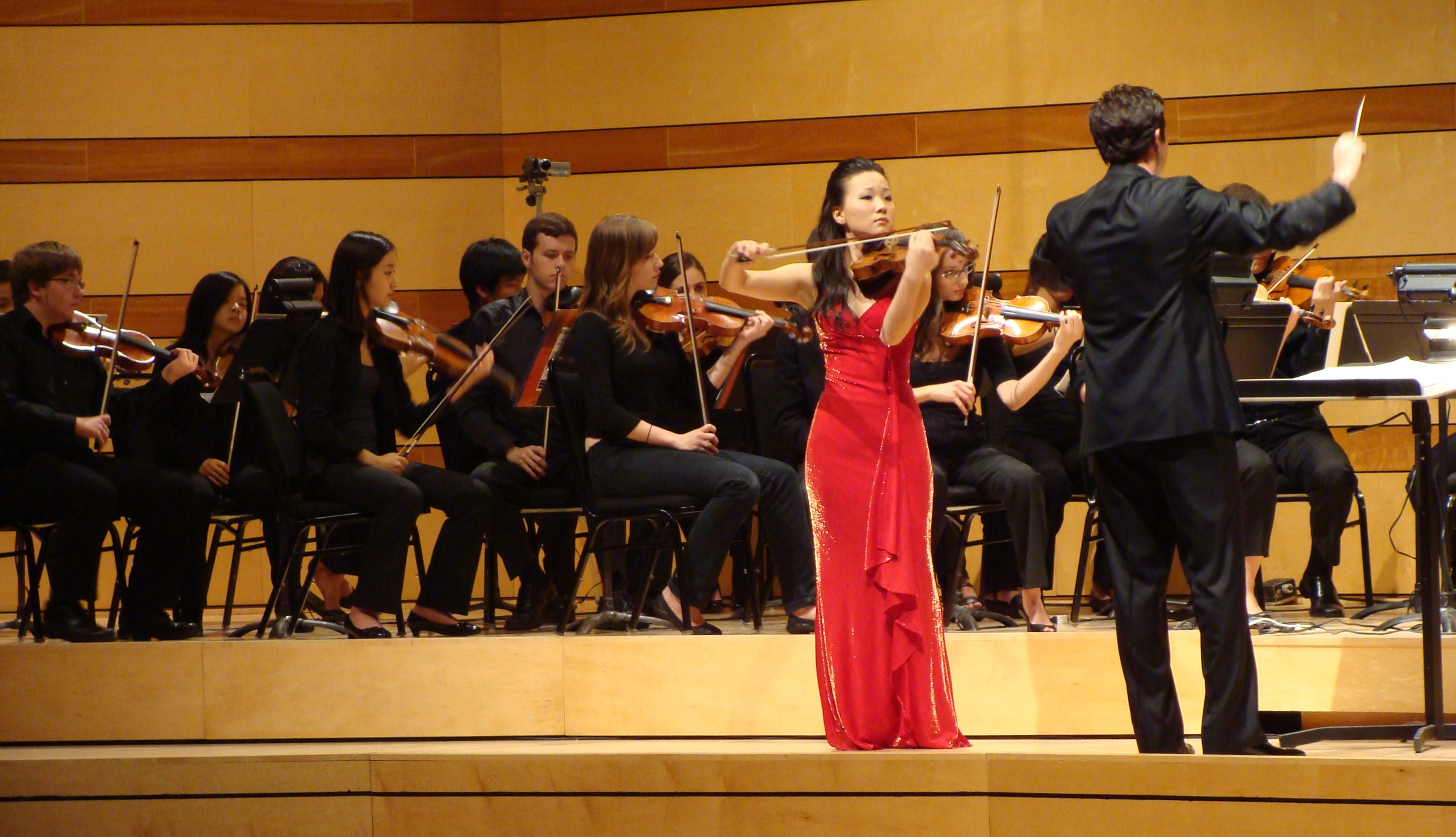
هایرن کیم (Hyerin Kim) بر روی ویولن، به همراه ارکستر سمفونی اسپن در حال اجرای اثری از Piazolla/Leonid Desyatnikov. این اثر اقتباسی است از اثری بنام Cuatro estaciones portenas (چهار فصل بوئنوس آیرس). اجرا در شانزدهم اوت ۲۰۱۰ در مدرسه و فستیوال موسیقی اسپن

مدرسه و فستیوال موسیقی اسپن (به انگلیسی: Aspen Music Festival and School) تأسیس ۱۹۴۹، نام یک مدرسه تابستانی و فستیوال موسیقی کلاسیک در آمریکا است.
آوازه جهانی این فستیوال سبب شده که برترین استعدادهای جوان موسیقی کلاسیک آمریکا هر ساله جهت آموزش یا تبادل اطلاعات در این مکان گردهم آیند.
این فستیوال به مدت ۹ هفته در تابستان با شرکت ۱۰۰۰۰۰ نوازنده و علاقه‌مند به موسیقی از ۴۰ کشور جهان در میان کوه‌های راکی در اسپن، کلرادو برگزار می‌گردد.